# Дидоэтия
Дидоэ́тия (груз. დიდოეთი [дидоэти]), Дидо́  — историко-географическая область на юго-западе Дагестана, основная область расселения дидойцев. На западе граничит с Грузией. Территориально в целом соответствует современному Цунтинскому району Дагестана.
Дидойцы были известны ещё в 1 веке н.э.
Среди 26 племен Кавказской Албании были перечислены и Дидойцы - Дидуры.

## История
В XIX в. Дидоэтия представляла собой объединение союзов сельских обществ, каждое из которых состояло из нескольких сельских общин (джамаатов). В объединение входило три союза сельских обществ: 
- Дидо-Шуратль, состояло из двух обществ: 
  - Кидеринское (сс. Кидеро, Генух, Зехида, Гутатли, Эльбок)
  - Шапихское (сс. Шапих, Вициятль, Китлярта, Оцих, Хупри, Халах, Хутрах, Цицимах)
- Дидо-Асах, состояло из трёх обществ:
  - Асахское (с. Асах)
  - Кимятлинское (сс. Кимятли, Акды, Ицирах, Ретлоб, Чалях, Цибари)
  - Мококское (сс. Мокок, Хебатли)
- Дидо-Шаитль (Иланхеви), состояло из пяти обществ:
  - Азильтинское (с. Азильта)
  - Тлясудинское (сс. Тляцуда, Сагада, Хамаитли)
  - Хуитлинское (сс. Хунтли, Инух[уточнить], Хетох, Шаури)
  - Кунтанское (с. Цохок)
  - Шаитлинское (сс. Шаитль, Гениятль, Китури)